# Daniel Gómez Íñiguez
Daniel Gómez Íñiguez es un empresario apodaquense, ingeniero químico y conferencista mexicano, reconocido por su asociación con la empresa de biodiésel Solben, encargada de producir el 80% del biodiésel de México. Gómez ha aparecido en listas de emprendedores menores de 21 años en medios como Forbes e Inc. y en 2013 fue reconocido como el empresario más innovador de la lista Innovators Under 35, publicada por la revista MIT Technology Review.

## Carrera
Gómez creó su primera empresa a principios de 2009. En ese momento tenía 16 años y estaba estudiando en el instituto. Esta empresa era Solben, una compañía mexicana que fabrica y vende maquinaria para producir biodiésel, fundada con sus tres socios Guillermo Colunga, Antonio López y Mauricio Pareja. Su empresa obtuvo más de un millón de dólares de ingresos durante su primer año de actividad.
Después de graduarse de la escuela secundaria, continuó sus estudios como ingeniero químico en el Instituto Tecnológico y de Estudios Superiores de Monterrey. En 2011 tuvo la idea de crear una plataforma de redes sociales que redujera la brecha de comunicación entre la población mexicana y sus líderes. Esta propuesta de proyecto fue bautizada como Caras políticas y aunque tuvo dificultades para establecerlo en México, decidió trasladarlo al continente europeo, rebautizándolo como GovFaces. Este proyecto pretende crear un vínculo entre los ciudadanos de diferentes naciones europeas y sus representantes locales, así como sus representantes en el Parlamento y la Comisión Europea. En 2018 presentó su primer libro, titulado Lo abstracto de emprender.

## Premios y reconocimientos
Gómez ha ganado premios como el Global Student Entrepreneur Award, el premio Talent and Innovation Challenges of the Americas 2011, el premio Intelius Entrepreneurship Award de la Bolsa de Valores de Nueva York, el premio al emprendimiento de la Bolsa de Valores de México y el premio Inc. 30 Under 30. A la edad de 21 años, la revista Forbes lo reconoció como uno de los emprendedores jóvenes más exitosos del mundo. En 2013 fue nombrado el emprendedor más innovador en el evento Innovators Under 35, organizado por el Instituto Tecnológico de Massachusetts en reconocimiento a los jóvenes emprendedores menores de 35 años más destacados del mundo.